# Jan Freiheit
Jan Freiheit (* 23. Juni 1962 in Halle (Saale)) ist ein deutscher Barockcellist und Gambist.

## Leben und Wirken
Jan Freiheit ist der Sohn des Komponisten Peter Freiheit und der Sängerin Inge Nahlik-Freiheit. Er studierte von 1983 bis 1988 an der Hochschule für Musik „Hanns Eisler“ im damaligen Ost-Berlin Violoncello. Er war einer der Mitgründer der Berliner Barock-Compagney. Von 1989 bis 1991 folgte ein Viola-da-gamba-Studium bei Siegfried Pank an der Hochschule für Musik und Theater „Felix Mendelssohn Bartholdy“ in Leipzig.
Seit 1992 ist Jan Freiheit als Solocellist und Gambist Mitglied der Akademie für Alte Musik Berlin. Über seine Orchester- und Kammermusiktätigkeit hinaus tritt er auch als Solist auf: So gastierte er als Solo-Gambist mit der Akademie für Alte Musik Berlin unter anderem in der Tonhalle Zürich und in der Wigmore Hall in London als Partner von Maurice Steger und trat mit den Berliner Philharmonikern auf. Höhepunkte seiner bisherigen solistischen Tätigkeit waren Nordamerika-Tourneen, auf denen er ein Gambenkonzert von Graun oder ein Cellokonzert von Vivaldi spielte und damit unter anderem in der Carnegie Hall in New York City, in der Library of Congress in Washington, D.C. sowie in Kanada auftrat.
Als Kenner der historischen Aufführungspraxis und der Opera seria ist Jan Freiheit auch als Solo-Cellist an vielen verschiedenen Opernhäusern tätig. So wirkte er u. a. an der Opéra de Monaco mit dem Orchestre National de l’Opéra de Monte-Carlo, der Bayerischen Staatsoper München mit dem Bayerischen Staatsorchester und an der Semperoper mit der Sächsischen Staatskapelle Dresden mit. Eine besonders intensive Zusammenarbeit auf dem Gebiet der Oper verbindet ihn mit René Jacobs, außerdem mit Marcus Creed, Ivor Bolton, Paul McCreesh, Alan Curtis und Christopher Moulds.
Konzertreisen führten ihn bislang nach Australien, Japan, in die USA, nach Kanada, Südamerika, Israel, Frankreich, Russland, England, Italien, Spanien und weitere europäische Länder.
Jan Freiheit hatte von 2012 bis 2017 einen Lehrauftrag an der Universität der Künste Berlin für Barockvioloncello und Basso-continuo-Praxis für tiefe Streicher und wurde im Herbst 2013 an die Hochschule für Musik und Theater „Felix Mendelssohn Bartholdy“ Leipzig als Professor für Barockvioloncello und historische Violoncello-Instrumente berufen.

## Diskographie (Auswahl, mit solistischer Tätigkeit)
Beim Label CAPRICCIO der Delta Media, Wien:
- Musik aus Sanssouci, 1992, CD 10 477
- Scherzi musicali, 1997, CD 10 502
- Johann Christian Bach: Kammermusik, 2001, CD 67 105
- Philipp Heinrich Erlebach: „Ouvertures / Sonatas“, 2002, CD 67 074

Beim Label Harmonia Mundi France, Arles:
- Georg Philipp Telemann: Orpheus, 1995 hmc 901618/19
- J.S. Bach: Weihnachtsoratorium, 1997, hmc 901630/31
- Alessandro Scarlatti: Il primo omicidio, 1998, hmc 901649/50
- Johann Sebastian Bach: Sechs Brandenburgische Konzerte, 1998, hmc 901634/35
- Georg Friedrich Händel: Solomon, 2006, hmc 901949.50
- Antonio Vivaldi: Doubles Concertos, 2007, hmc 901975
- Georg Friedrich Händel: Agrippina, 2011, hmc 952088
- Georg Friedrich Händel: Belshazzar, 2011, hmd 9909028.29 (DVD)
- Friedrich der Grosse: Music for the Berlin Court, 2012, hmc 902132

Bei diversen Labeln:
- Georg Friedrich Händel: Jephtha, 1992, Berlin Classics BER 10 572
- Niccolò Jommelli: La passione di nostro Signore Gesù Cristo, 1999, K617
- Georg Friedrich Händel: Radamisto, 2005, Virgin Classics
- Georg Friedrich Händel: Rodelinda, 2005, Universal Classics
- Georg Friedrich Händel: Poro, Re dell'Indie, 2006, NDR Kultur/Göttinger Händel-Gesellschaft e.V.
- Johann Sebastian Bach: Weihnachtsoratorium; 2011, BR-Klassik 900902 (auch DVD)